# 世代·s
世代·s：共同运动（法語：Génération·s: le mouvement commun），简称世代·s（G·s），是法国的一个政党。该党成立于2017年7月1日，分裂自社会党，当时取名为七月一日运动，后改现名。该党的政治立场是中间偏左至左翼。该党的意识形态是社会民主主义、政治生态学、民主社会主义。该党的领袖是贝诺瓦·阿蒙。该党是欧洲民主运动2025的成员。该党声称有6万党员。